# Nariño (ort i Cundinamarca, lat 4,40, long -74,83)
Nariño är en ort i Colombia.   Den ligger i departementet Cundinamarca, i den centrala delen av landet, 90 km väster om huvudstaden Bogotá. Nariño ligger 264 meter över havet och antalet invånare är 1 213.
Terrängen runt Nariño är huvudsakligen kuperad. Nariño ligger nere i en dal. Runt Nariño är det ganska tätbefolkat, med 192 invånare per kvadratkilometer. Närmaste större samhälle är Girardot City, 11,0 km söder om Nariño. Omgivningarna runt Nariño är en mosaik av jordbruksmark och naturlig växtlighet.